# Le Castellet (Var)
Pour les articles homonymes, voir Le Castellet.
Le Castellet (prononcé en français : [lə kastəlɛ] ; Lo Castelet en Occitan) est une commune française située dans le département du Var en région Provence-Alpes-Côte d'Azur. Ses habitants sont les Castellans et Castellanes.
La commune fait partie de l'association Les Plus Beaux Villages de France et a été labellisée « plus beau village de France » par la commission qualité, le 1er octobre 2022.

## Géographie

### Situation
Le Castellet est une commune du Sud-Est, en Provence, proche du littoral varois. Le village est situé à 23 km au nord-ouest de Toulon la préfecture.

### Relief
Commune du Parc naturel régional de la Sainte-Baume.
La moitié nord de son territoire, sur les flancs méridionaux du massif de la Sainte-Baume, est occupée par une partie de la forêt de Font Blanche laquelle couvre plusieurs communes avoisinantes. Pins et garrigue composent l'essentiel de la végétation en zone non habitée.

### Hydrographie et les eaux souterraines
- Puits, forages, sources[1].
- Ruisseaux :
  - de Saint-Côme,
  - des Hautes

### Climat
Pour des articles plus généraux, voir Climat de Provence-Alpes-Côte d'Azur et Climat du Var.
En 2010, le climat de la commune est de type climat méditerranéen franc, selon une étude du Centre national de la recherche scientifique s'appuyant sur une série de données couvrant la période 1971-2000. En 2020, Météo-France publie une typologie des climats de la France métropolitaine dans laquelle la commune est exposée à un climat méditerranéen et est dans la région climatique Provence, Languedoc-Roussillon, caractérisée par une pluviométrie faible en été, un très bon ensoleillement (2 600 h/an), un été chaud (21,5 °C), un air très sec en été, sec en toutes saisons, des vents forts (fréquence de 40 à 50 % de vents > 5 m/s) et peu de brouillards.
Pour la période 1971-2000, la température annuelle moyenne est de 14,1 °C, avec une amplitude thermique annuelle de 14,7 °C. Le cumul annuel moyen de précipitations est de 719 mm, avec 6,2 jours de précipitations en janvier et 1,5 jours en juillet. Pour la période 1991-2020, la température moyenne annuelle observée sur la station météorologique installée sur la commune est de 13,7 °C et le cumul annuel moyen de précipitations est de 689,7 mm. 
La température maximale relevée sur cette station est de 37,1 °C, atteinte le 5 août 2017 ; la température minimale est de −11 °C, atteinte le 7 mars 1971,,.
| Mois                                  | jan.          | fév.          | mars           | avril           | mai             | juin          | jui.         | août           | sep.          | oct.            | nov.            | déc.            | année     |
| ------------------------------------- | ------------- | ------------- | -------------- | --------------- | --------------- | ------------- | ------------ | -------------- | ------------- | --------------- | --------------- | --------------- | --------- |
| Température minimale moyenne (°C)     | 2,3           | 2             | 4,4            | 7               | 10,8            | 14,7          | 17,1         | 17,1           | 13,6          | 10,4            | 6,1             | 3,2             | 9,1       |
| Température moyenne (°C)              | 6,4           | 6,5           | 9,2            | 11,8            | 15,8            | 19,9          | 22,6         | 22,5           | 18,4          | 14,6            | 10              | 7,2             | 13,7      |
| Température maximale moyenne (°C)     | 10,5          | 11            | 13,9           | 16,6            | 20,9            | 25,2          | 28,1         | 27,9           | 23,2          | 18,8            | 13,9            | 11,1            | 18,4      |
| Record de froid (°C) date du record   | −9 04.01.1971 | −9,5 11.02.12 | −11 07.03.1971 | −4 05.04.1975   | −0,3 05.05.1991 | 5 02.06.1975  | 7 16.07.1970 | 7,5 21.08.1972 | 3 21.09.1977  | −2,7 30.10.1997 | −7 23.11.1998   | −8,6 30.12.05   | −11 1971  |
| Record de chaleur (°C) date du record | 20,4 06.01.13 | 21,1 03.02.20 | 24,1 21.03.02  | 26,9 27.04.1992 | 31,6 12.05.12   | 35,3 28.06.19 | 36 19.07.23  | 37,1 05.08.17  | 32,3 04.09.23 | 28,2 28.10.06   | 23,5 03.11.1977 | 21,5 10.12.1978 | 37,1 2017 |
| Précipitations (mm)                   | 72,8          | 43,7          | 47,9           | 63,8            | 48,4            | 31,4          | 12,1         | 22,1           | 80            | 95,1            | 102,9           | 69,5            | 689,7     |

| Diagramme climatique                                  |         |             |           |              |              |              |              |            |              |              |             |
| J                                                     | F       | M           | A         | M            | J            | J            | A            | S          | O            | N            | D           |
| 10,52,372,8                                           | 11243,7 | 13,94,447,9 | 16,6763,8 | 20,910,848,4 | 25,214,731,4 | 28,117,112,1 | 27,917,122,1 | 23,213,680 | 18,810,495,1 | 13,96,1102,9 | 11,13,269,5 |
| Moyennes : • Temp. maxi et mini °C • Précipitation mm |         |             |           |              |              |              |              |            |              |              |             |

Les paramètres climatiques de la commune ont été estimés pour le milieu du siècle (2041-2070) selon différents scénarios d'émission de gaz à effet de serre à partir des nouvelles projections climatiques de référence DRIAS-2020. Ils sont consultables sur un site dédié publié par Météo-France en novembre 2022.

### Communes limitrophes
| Cuges-les-Pins    | Signes         | Le Beausset    |
| La Cadière-d'Azur | Castellet      | Le Beausset    |
| Bandol            | Sanary-sur-Mer | Sanary-sur-Mer |

### Voies de communication et transports

#### Accès routiers
La commune est traversée par l'autoroute A50 - sortie no 11 La Cadière-Le Castellet. Plusieurs routes départementales (D 26, D 66, D 86 pour les principales) relient Le Castellet aux villes voisines : Beausset, la Cadière-d'Azur, Cuges-les-Pins, Saint-Cyr-sur-Mer, etc.

#### Transports en commun
- Transport en Provence-Alpes-Côte d'Azur

Commune desservie par le réseau régional de transports en commun Zou ! (ex Varlib). Les collectivités territoriales ont en effet mis en œuvre un « service de transports à la demande » (TAD), réseau régional Zou !.

#### Transports aériens
- Le Castellet possède un aéroport (code AITA : CTT).
- Aéroport de Toulon-Hyères.

#### Ports
- Ports en Provence-Alpes-Côte d'Azur :
  - Rade de Toulon.

#### Lignes SNCF
- Les gares les plus proches sont celles de Saint-Cyr-sur-Mer et de Bandol.

## Urbanisme

### Typologie
Au 1er janvier 2024, Le Castellet est catégorisée commune rurale à habitat dispersé, selon la nouvelle grille communale de densité à sept niveaux définie par l'Insee en 2022.
Elle appartient à l'unité urbaine de Toulon, une agglomération inter-départementale regroupant 27 communes, dont elle est une commune de la banlieue,,. Par ailleurs la commune fait partie de l'aire d'attraction de Toulon, dont elle est une commune de la couronne,. Cette aire, qui regroupe 35 communes, est catégorisée dans les aires de 200 000 à moins de 700 000 habitants,.

### Occupation des sols
Le tableau ci-dessous présente l'occupation des sols de la commune en 2018, telle qu'elle ressort de la base de données européenne d’occupation biophysique des sols Corine Land Cover (CLC).
| Type d’occupation                                                                   | Pourcentage | Superficie (en hectares) |
| ----------------------------------------------------------------------------------- | ----------- | ------------------------ |
| Tissu urbain discontinu                                                             | 1,7 %       | 77                       |
| Zones industrielles ou commerciales et installations publiques                      | 1,1 %       | 50                       |
| Aéroports                                                                           | 1,2 %       | 55                       |
| Extraction de matériaux                                                             | 0,1 %       | 5                        |
| Équipements sportifs et de loisirs                                                  | 5,0 %       | 227                      |
| Vignobles                                                                           | 27,2 %      | 1231                     |
| Systèmes culturaux et parcellaires complexes                                        | 6,0 %       | 273                      |
| Surfaces essentiellement agricoles interrompues par des espaces naturels importants | 2,0 %       | 92                       |
| Forêts de conifères                                                                 | 23,2 %      | 1050                     |
| Forêts mélangées                                                                    | 0,2 %       | 1                        |
| Végétation sclérophylle                                                             | 28,6 %      | 1295                     |
| Forêt et végétation arbustive en mutation                                           | 2,0 %       | 89                       |
| Source : Corine Land Cover                                                          |             |                          |

### Habitat
D'après la Dépêche du Midi, le Castellet serait la deuxième commune de France avec le plus faible taux de logement HLM (1,03%), derrière Solliès-Toucas (0,79%) et devant Tourrettes-sur-Loup (1,74%).

## Histoire
Le 4 avril 1402, à Brantes, au pied du Ventoux, en présence de son épouse Alix des Baux, Odon de Villars fit donation à son neveu Philippe de Lévis des fiefs de Brantes, Plaisians et leurs dépendances, des seigneuries de Saint-Marcel, Roquefort, le Castellet, Cassis et Port-Miou, dépendantes de la baronnie d’Aubagne, ainsi que de La Fare-les-Oliviers, et Éguilles.
Son neveu, en contrepartie devait lui servir de caution vis-à-vis de Raymond de Turenne dans l’observation d’un accord passé entre le vicomte, lui et son épouse Alix. En cas de non-respect de la part d’Alix et d’Odon, ces derniers devraient payer 50 000 florins à Raymond de Turenne,.

## Héraldique
| Armes de Le Castellet | Les armes du Castellet se blasonnent ainsi : « D'or à trois plantes de joubarbe arrachées de sinople. » Il s'agit d'un relèvement des armes de la famille Lombard marquis du Castellet. |

## Toponymie
Le Castellet est la francisation du provençal Lou Castelet, le petit château, diminutif du provençal castèu, du latin castellum.

## Politique et administration

### Budget et fiscalité 2019
En 2019, le budget de la commune était constitué ainsi :
- total des produits de fonctionnement : 7 065 000 €, soit 1 802 € par habitant ;
- total des charges de fonctionnement : 7 270 000 €, soit 1 855 € par habitant ;
- total des ressources d'investissement : 2 771 000 €, soit 707 € par habitant ;
- total des emplois d'investissement : 2 516 000 €, soit 642 € par habitant ;
- endettement : 5 056 000 €, soit 1 250 € par habitant.

Avec les taux de fiscalité suivants :
- taxe d'habitation : 12,54 % ;
- taxe foncière sur les propriétés bâties : 18,34 % ;
- taxe foncière sur les propriétés non bâties : 90,96 % ;
- taxe additionnelle à la taxe foncière sur les propriétés non bâties : 0,00 % ;
- cotisation foncière des entreprises : 0,00 %.

Chiffres clés Revenus et pauvreté des ménages en 2018 : médiane en 2018 du revenu disponible, par unité de consommation : 23 650 €.

### Jumelages
La commune est jumelée avec :
- Herrischried  (Allemagne) depuis 1978 ;
- Or Akiva (Israël) depuis 1989.

### Politique environnementale
La commune fait partiellement partie du nouveau parc naturel régional de la Sainte-Baume, créé par décret du 20 décembre 2017.
Le Castellet dispose de la station d'épuration intercommunale du Castellet d'une capacité de 30 000 équivalent-habitants.

## Population et société

### Démographie
L'évolution du nombre d'habitants est connue à travers les recensements de la population effectués dans la commune depuis 1793. Pour les communes de moins de 10 000 habitants, une enquête de recensement portant sur toute la population est réalisée tous les cinq ans, les populations de référence des années intermédiaires étant quant à elles estimées par interpolation ou extrapolation. Pour la commune, le premier recensement exhaustif entrant dans le cadre du nouveau dispositif a été réalisé en 2006.

En 2022, la commune comptait 5 992 habitants, en évolution de +54,63 % par rapport à 2016 (Var : +4,98 %, France hors Mayotte : +2,11 %).
| 1793  | 1800  | 1806  | 1821  | 1831  | 1836  | 1841  | 1846  | 1851  |
| ----- | ----- | ----- | ----- | ----- | ----- | ----- | ----- | ----- |
| 1 848 | 2 140 | 2 089 | 2 121 | 1 946 | 1 842 | 1 714 | 1 775 | 1 882 |

| 1856  | 1861  | 1866  | 1872  | 1876  | 1881  | 1886  | 1891  | 1896  |
| ----- | ----- | ----- | ----- | ----- | ----- | ----- | ----- | ----- |
| 1 884 | 1 929 | 1 869 | 1 766 | 1 744 | 1 384 | 1 295 | 1 293 | 1 353 |

| 1901  | 1906  | 1911  | 1921  | 1926  | 1931  | 1936  | 1946  | 1954  |
| ----- | ----- | ----- | ----- | ----- | ----- | ----- | ----- | ----- |
| 1 332 | 1 242 | 1 314 | 1 232 | 1 324 | 1 337 | 1 207 | 1 126 | 1 226 |

| 1962  | 1968  | 1975  | 1982  | 1990  | 1999  | 2006  | 2011  | 2016  |
| ----- | ----- | ----- | ----- | ----- | ----- | ----- | ----- | ----- |
| 1 236 | 1 229 | 2 048 | 2 332 | 3 084 | 3 799 | 4 154 | 4 022 | 3 875 |

| 2021  | 2022  | - | - | - | - | - | - | - |
| ----- | ----- | - | - | - | - | - | - | - |
| 5 285 | 5 992 | - | - | - | - | - | - | - |

### Enseignement
Les élèves du Castellet commencent leurs études sur la commune, qui comporte :
- une école maternelle (116 enfants)[34],
- trois écoles primaires,
- et un collège[35].

### Santé
Professionnels et établissements de santé :
- Médecin[36],
- Pharmacies,
- Hôpital Renée-Sabran à Hyères.

### Cultes
- La paroisse catholique du Castellet et l'église paroissiale Saint-Sauveur dépendent du diocèse de Fréjus-Toulon, doyenné de La Seyne-sur-Mer[37].

## Économie

### Agriculture
- Le Castellet est entourée de domaines vinicoles[38] qui produisent entre autres des vins AOC Bandol[39].
- Marché hebdomadaire des producteurs[40].

### Commerces et artisanat
Comme dans beaucoup de villages de proximité remarquables, on y trouve de nos jours de très nombreuses boutiques et commerces destinés aux visiteurs.

### Tourisme
- Musée de la vigne et du vin du domaine de Ray-Jane.
- Hôtel, restaurants[41].
- Office de tourisme[42]

## Culture
C'est dans le village qu'a été tourné en 1938 le film culte de Marcel Pagnol « La Femme du boulanger » avec Raimu.
Il est par ailleurs célèbre pour son circuit automobile qui accueille de nombreux visiteurs lors de compétitions de sport mécanique, notamment des Grands Prix de Formule 1, des courses d'endurance et des courses motocyclistes, parmi lesquelles le Grand Prix moto de France et le Bol d'or.

## Lieux et monuments

### Patrimoine naturel

#### ZNIEFF
La commune du Castellet est concernée par quatre ZNIEFF  de 2e génération :
Chaîne de la Sainte-Baume
La zone couvre les 11 924 ha du massif de la Sainte-Baume et s'étend sur huit communes. Elle est d'une grande valeur historique, botanique et phytosociologique. La Sainte-Baume héberge également un patrimoine faunistique d’une qualité et d’une richesse véritablement exceptionnelles.
Collines du Castellet
La zone s'étend sur 2 237 ha des communes du Castellet, du Beausset et de La Cadière-d'Azur. Elle présente un intérêt pour sa flore et ses habitats naturels, ainsi que pour sa faune.
Gros-Cerveau - Croupatier
La zone concerne 1 912 ha de six communes, sur un vaste ensemble linéaire de massifs orienté est-ouest. Très peu fréquentée, Elle présente une très grande richesse botanique. De plus, elle abrite 17 espèces animales patrimoniales dont 10 déterminantes.
Massif de Siou-Blanc - Forêt domaniale des Morières
La zone d'une superficie de 8 638 ha de sept communes, est un haut lieu touristique fréquenté des excursionnistes pour ses sites naturels. Elle est d'une très grande richesse botanique et d'un grand intérêt pour la faune.

### Patrimoine religieux

#### Église paroissialede laTransfiguration
Édifice de fin XIe - début du XIIe siècle. Sous le vocable primitif de Saint-Sauveur, l'église est l'élément le mieux conservé du castrum. Mentionnée pour la première fois en 1153 (confirmation à l'évêché de Marseille dont elle a dépendu jusqu'à la Révolution), elle a été remaniée. En 1754 à la nef romane fut ajoutée une nouvelle nef. Sa dernière restauration date de 1990. Elle est inscrite sur l'inventaire supplémentaire des monuments historiques par arrêté du 6 juillet 1939.
Au XVIIe siècle, Anne de Castillon et Vincent de Lombard s'y sont mariés en grande pompe.
Le chœur de la vieille nef romane avec son cul-de-four et sa travée à arc cintré est celui de l'édifice cité en 1153. L'arc d'entrée du chœur était encore récemment décoré de peintures représentant une suite de tulipes attribuables au XVIIe siècle, ce qui atteste que l'édifice devait être entièrement enduit. Les première et seconde travées avec leurs arcs brisés ont été construites dans un second temps à la fin du XIIe ou au début du XIIIe siècle. La porte d'entrée romane a été restaurée en 1754. Le chevet a été fortifié. Une tour circulaire est superposée à l'abside. Elle parait être contemporaine de la grande enceinte construite à la fin du XIIIe siècle. En 1754 l'église devenue trop étroite fut agrandie. On ajouta une nouvelle nef et la sacristie. Les trois arcatures furent ouvertes en même temps, ce qui compromit la stabilité de l'édifice ancien. Cette nouvelle nef fut établie aux dépens de l'ancien cimetière datant du XIVe siècle et qui fut réduit avant d'être transféré en 1835 sur le côté nord de l'église.
Les fouilles de la sacristie ont permis de mettre au jour la première défense du château et de l'église, à savoir un fossé taillé dans le rocher, à fond plat, sec et profond de plus de deux mètres. Désaffecté au XIVe siècle, il a été comblé. En 1753 un mur fut construit prenant ancrage sur ses deux bords et sépara la nouvelle nef de la nouvelle sacristie. Ce fossé était muni d'une archère large qui défendait la poterne donnant accès à la plate-forme. Ces fouilles ont permis de découvrir également des tombes et ossuaires postérieurs au XIVe siècle.
L'église recèle de nombreuses œuvres classées M.H., dont :
- Plat à quêter (bassin de quête) en cuivre du XVIe siècle. Saint Michel terrassant le dragon orne le médaillon. Cette œuvre est protégée depuis le 24 décembre 1912 ;
- Calice en argent du XVIIIe siècle protégé depuis le 24 juin 2003 ;
- Clôture de chœur (grille de communion), en fer forgé époque Louis XV, protégée depuis le 30 décembre 1982 ;
- Cloche en bronze de 1680 protégée depuis le 30 septembre 1982.

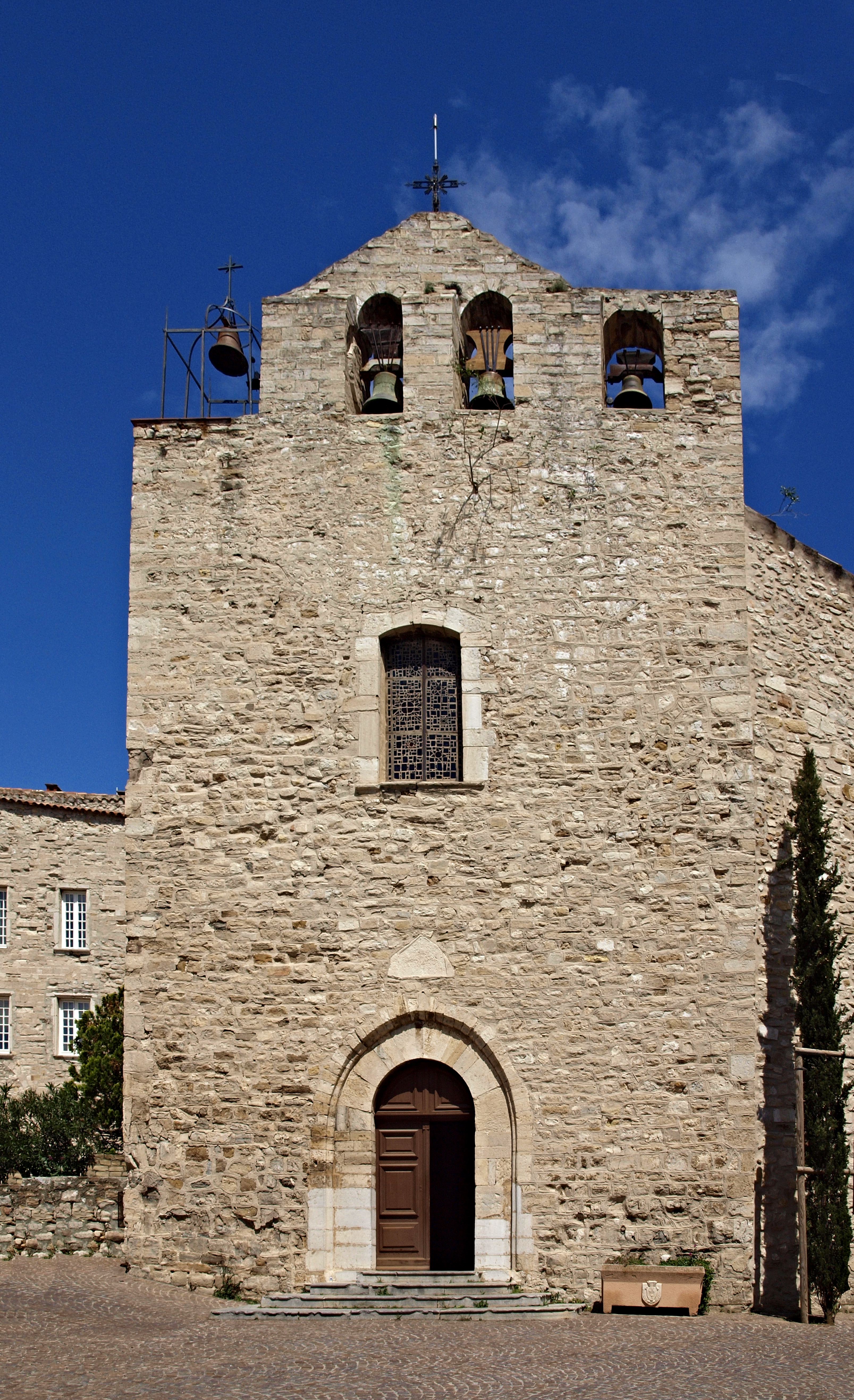
Église de la Transfiguration.
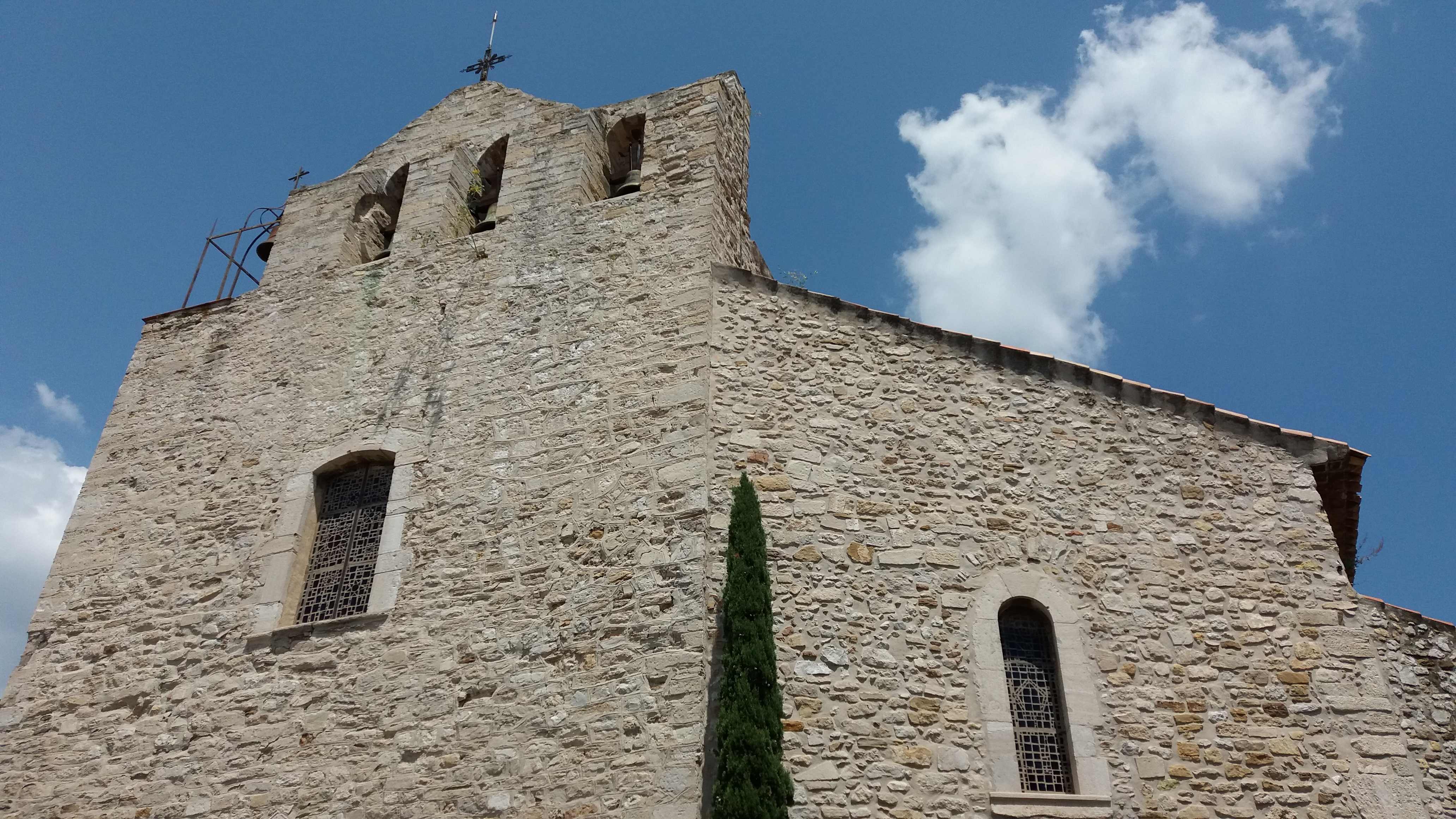
Façade de l'église.
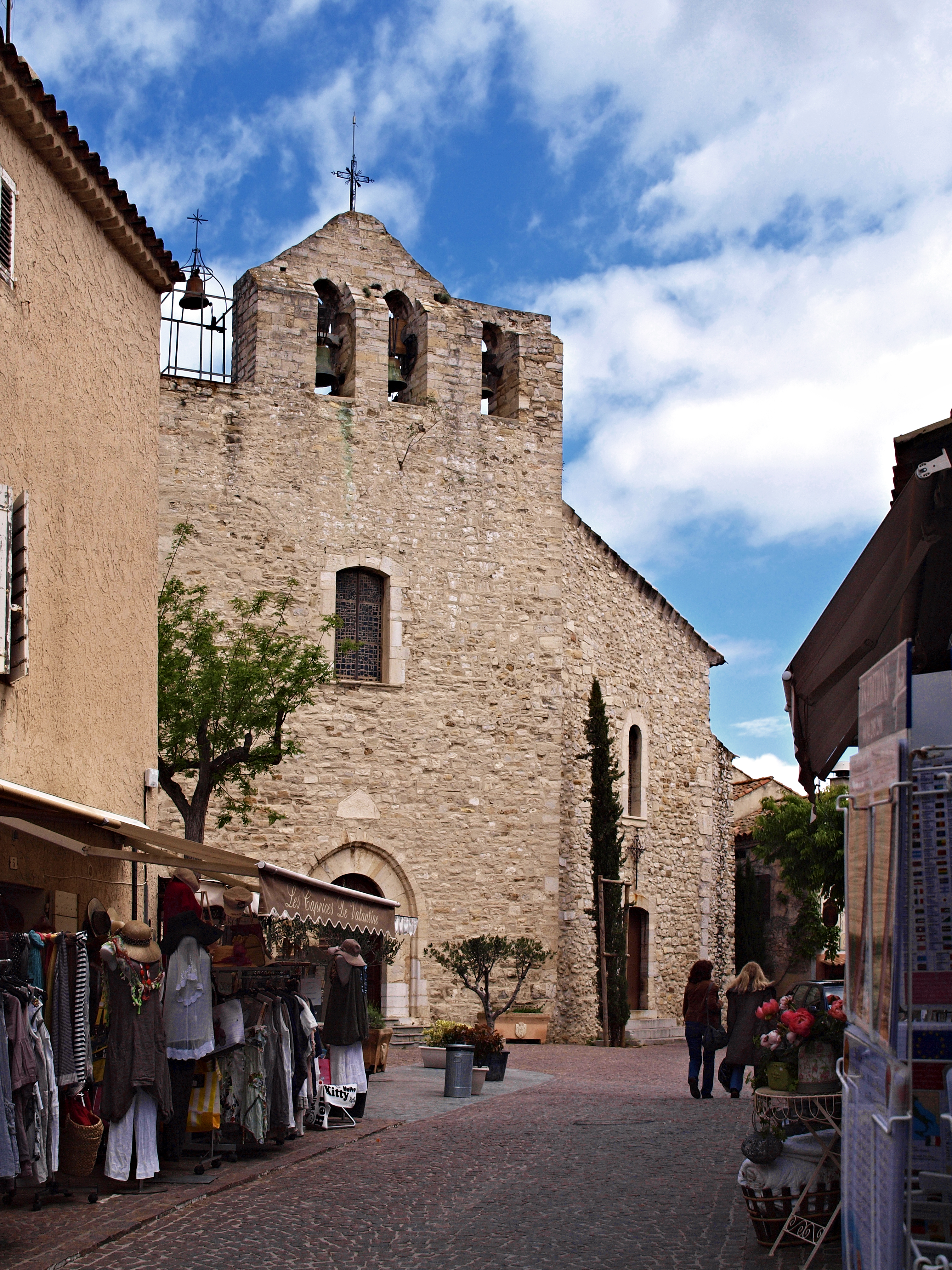
L'église paroissiale.
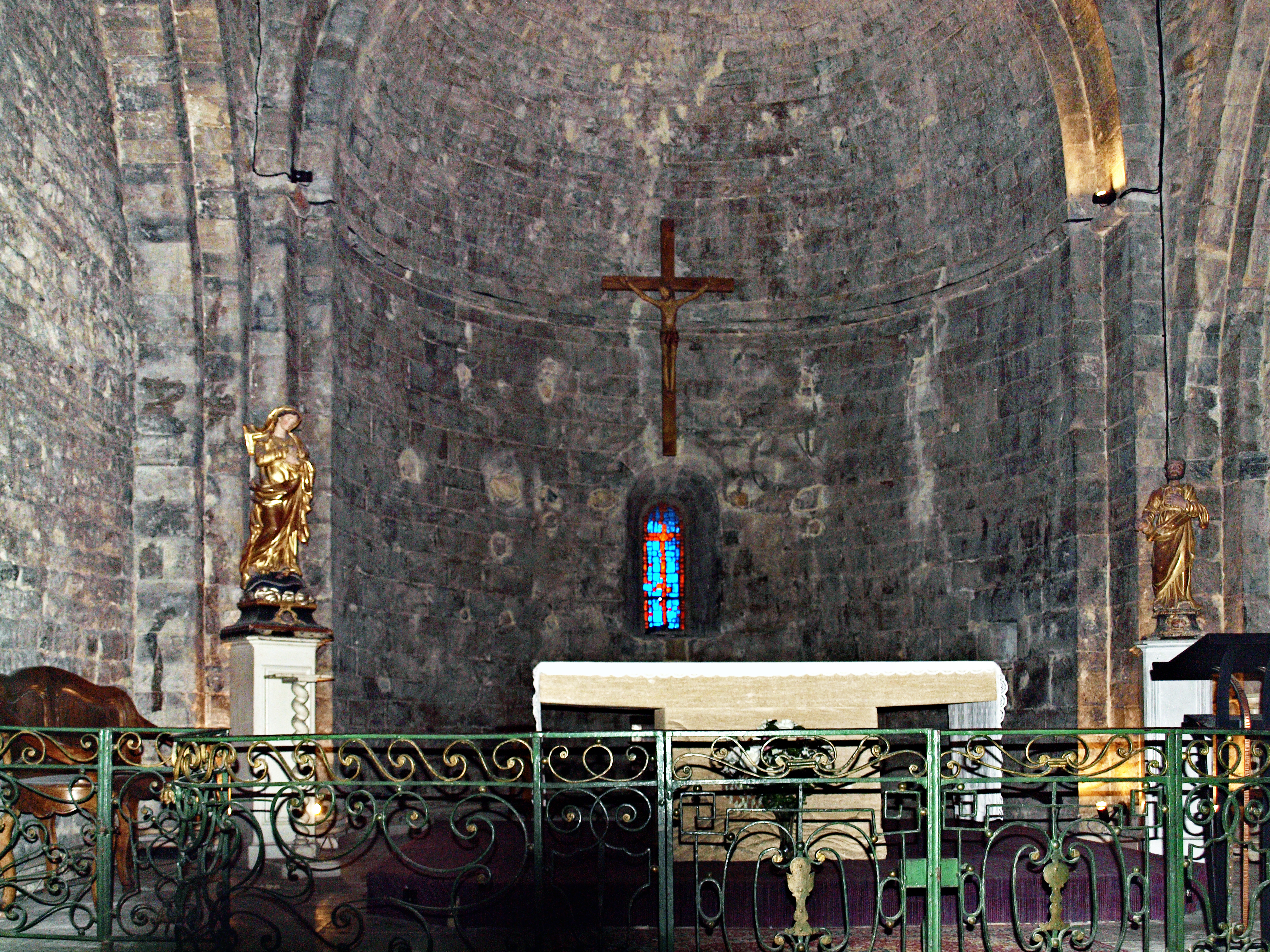
Chœur de la vieille nef romane.
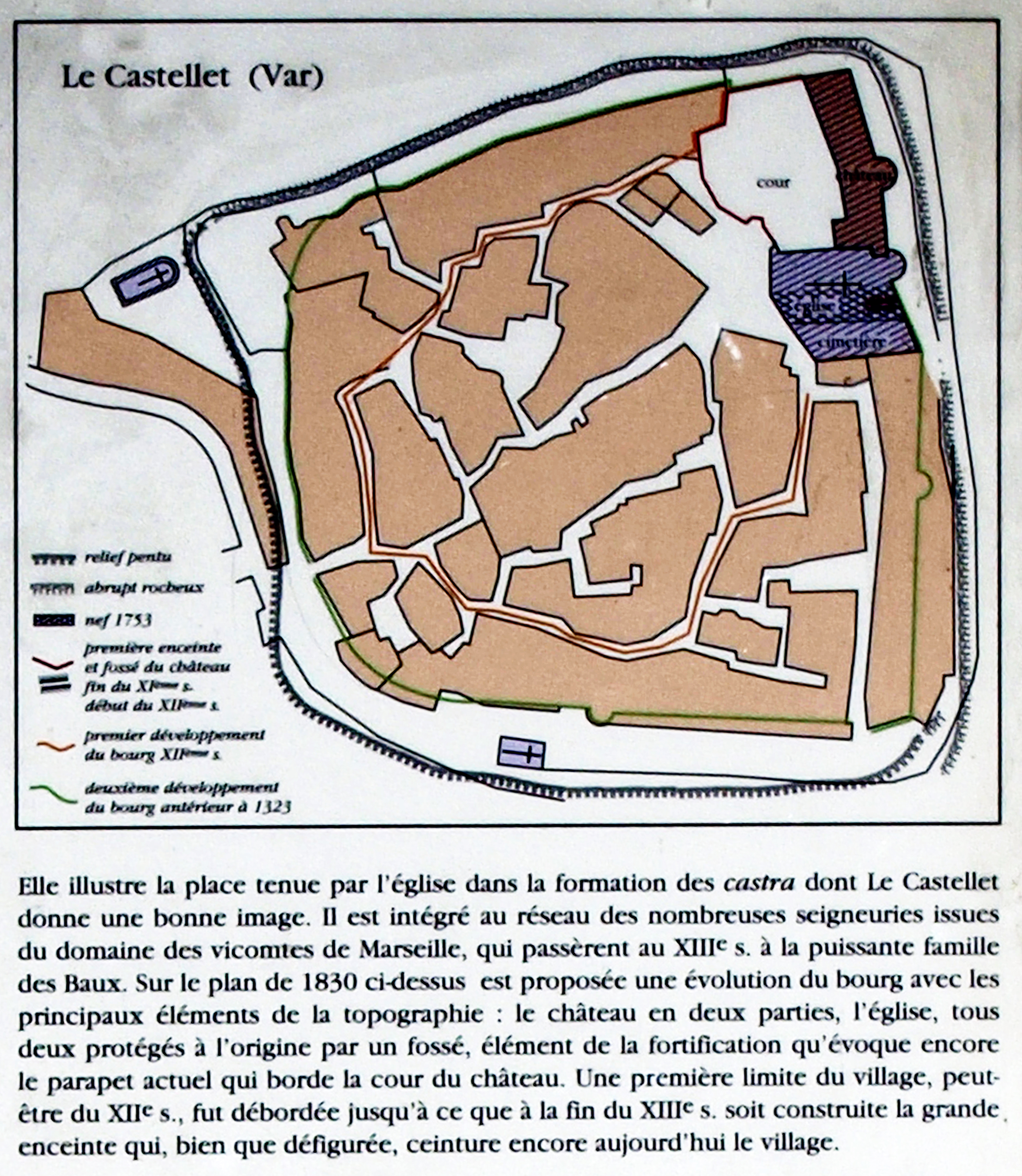
Plan de 1830.

#### Oratoire triangulaire
L'oratoire triangulaire, dit « oratoire Saint-Antoine, Sainte-Agathe et Sainte-Anne » dans le domaine de la Tour-du-Bon au Brulat, se trouvait autrefois à Cuges, sur la route de Cuges au Camp. Il est inscrit au titre des monuments historiques.

### Patrimoine civil

#### Le circuit Paul-Ricard

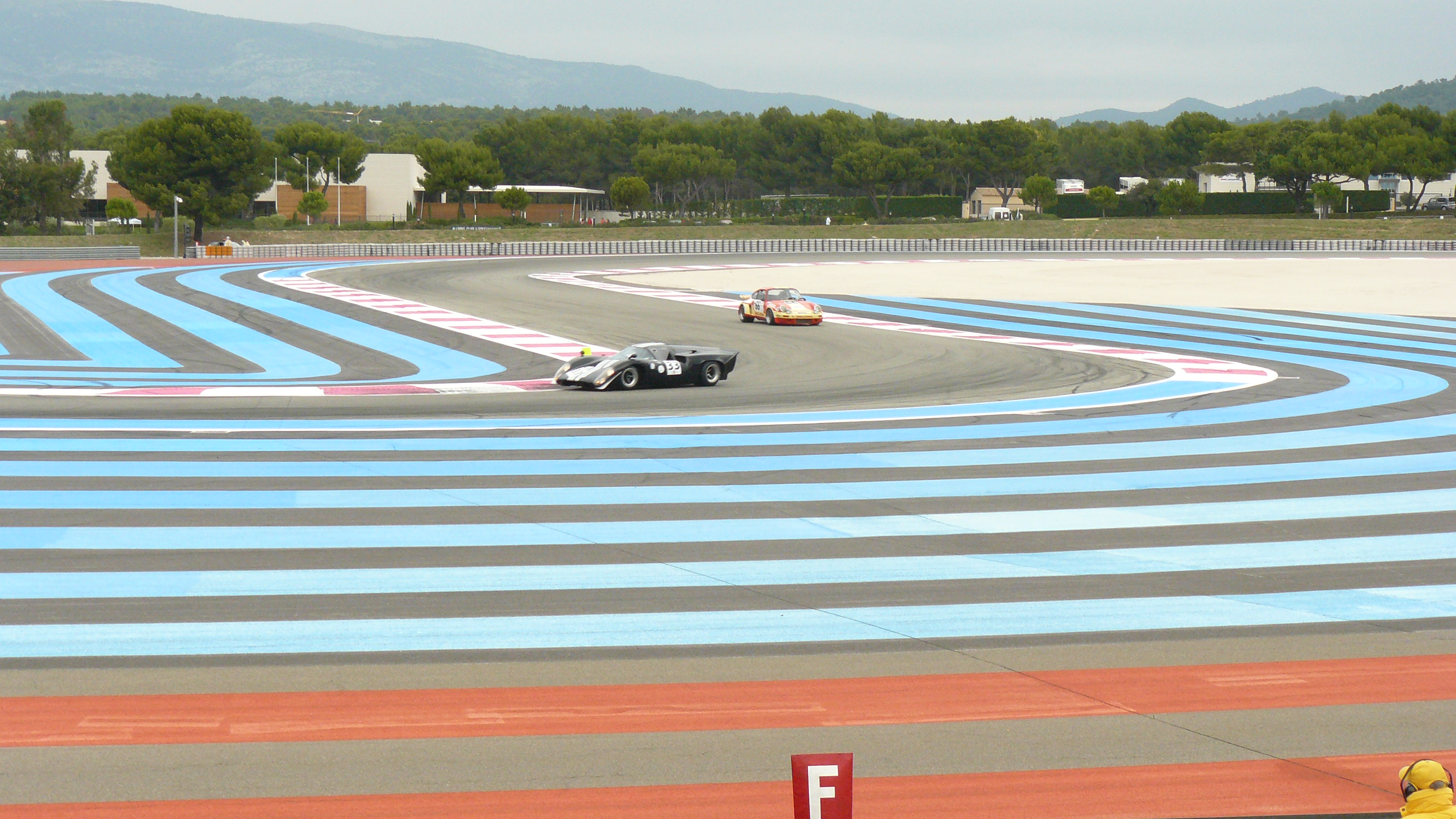
Le circuit Paul-Ricard.

Le Circuit Paul-Ricard (CPR), appelé aussi « circuit du Castellet », est un circuit automobile français situé dans la commune du Castellet.
Le circuit est né en 1970 sous l'impulsion de Paul Ricard qui voulait créer un évènement d'ampleur internationale dans la région, avec les conseils de Jean-Pierre Beltoise et quelques autres spécialistes du sport automobile.

Désigné Premier Centre d'Excellence par l'institut de la FIA pour la sécurité en sport automobile en 2005, homologué par la FIA en 2006, le circuit a rouvert ses portes au public en 2009 et accueille désormais des épreuves de compétition automobile et moto, ainsi que des roulages de clubs et des opérations marketing.

#### Remparts avec leurs deux portes (restes)
Les vestiges de l'enceinte fortifiée, soit l'enceinte et une porte, sont protégés et inscrits M.H. par arrêté du 6 juillet 1939.

#### Château
Le château médiéval au Castellet village des XIIe siècle - XVIIIe siècle est la propriété de la commune. Il abrite aujourd'hui la mairie. Il est protégé et inscrit aux Monuments historiques par arrêté du 6 juillet 1939.

#### Bourg castral
Situé au Château Vieux, sur un piton aplati à 152 m d'altitude, Le bourg castral couvre une superficie de 1 000 m2. Il est daté de façon certaine du milieu du XIIe siècle (1151, délimitation du territoire du Beausset). Il est repris à l'Inventaire général du patrimoine culturel depuis l'enquête de 2002.

#### Moulin à huile
Le moulin à huile, puis coopérative agricole (coopérative oléicole) La Castellane au quartier de la Soupe froide. L'édifice a été construit en 1920. Les agrandissements et des modernisations ont été effectués en 1991. Propriété privée, l'édifice n'est pas protégé, mais est repris à l'inventaire général de 1989.

#### Autres
- L'Aéroport du Castellet (code AITA : CTT).
- Le Camp du Castellet, plateau à plus de 400 mètres d'altitude. C'est un vaste espace verdoyant pour promenades et randonnées.
- Le monument aux morts[60],[61].

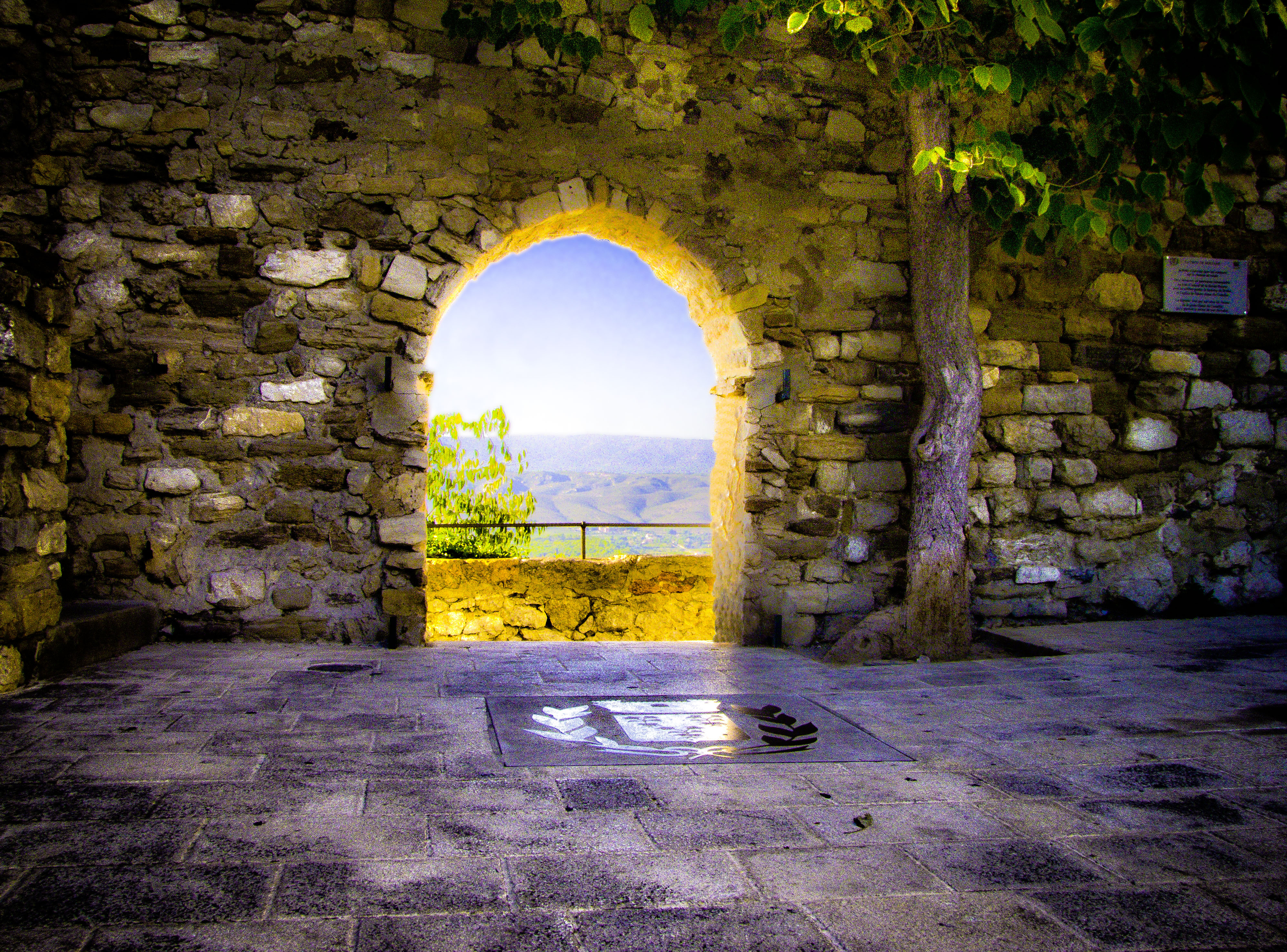
Le Trou de Madame, l'une des multiples ouvertures dans les remparts (cliché HDR).
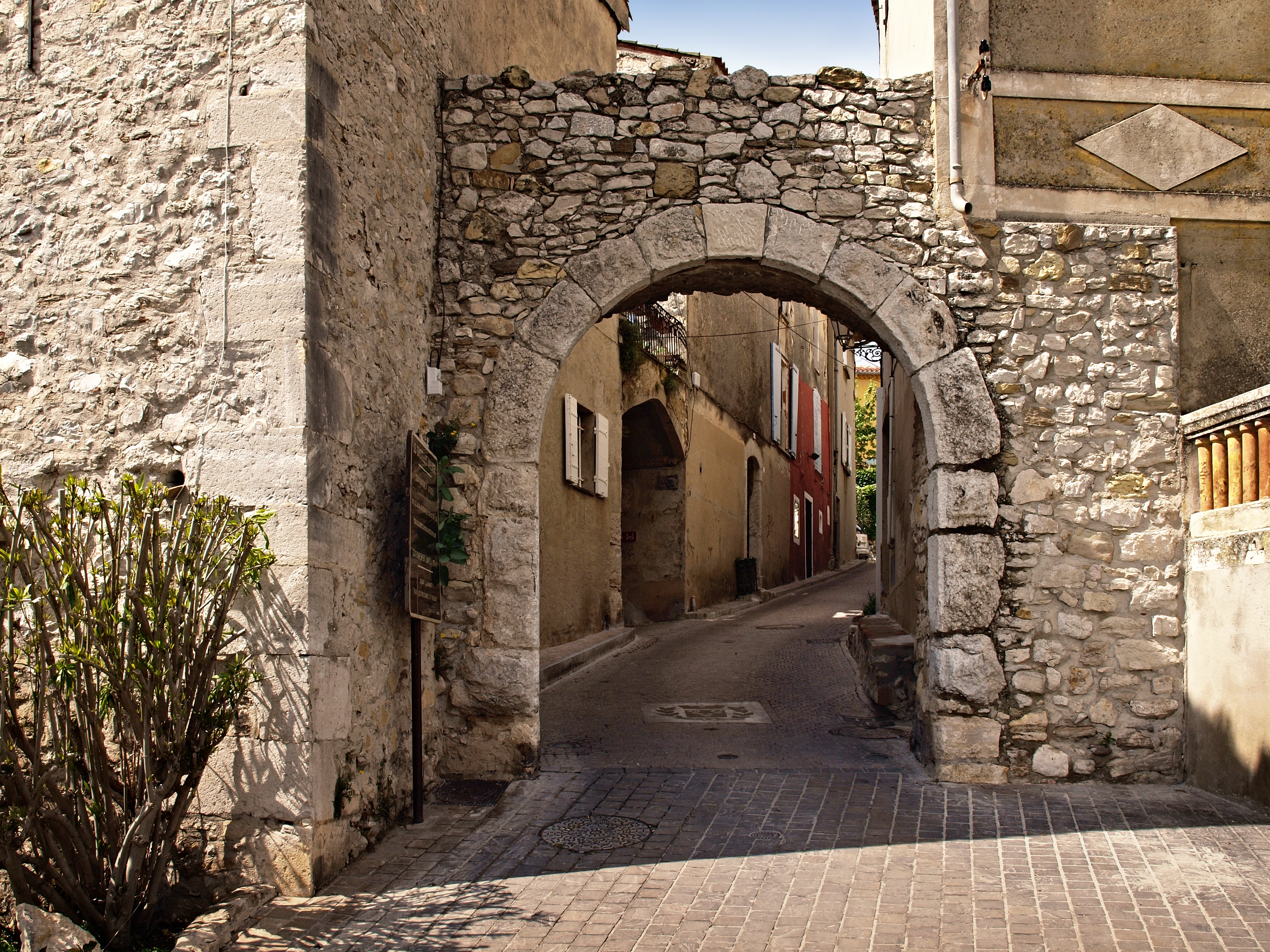
Porte Ouest de l'enceinte.
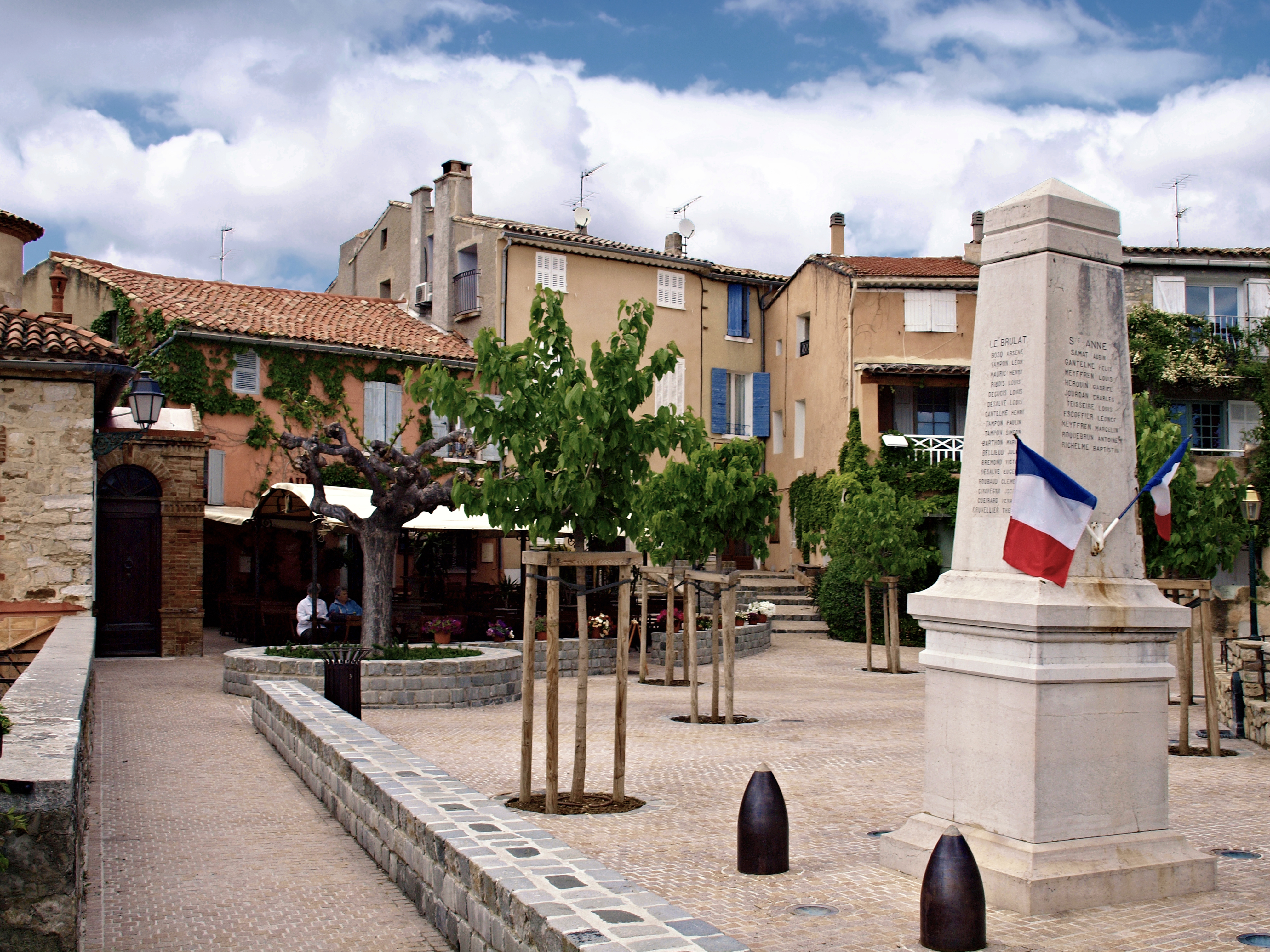
Monument aux morts.
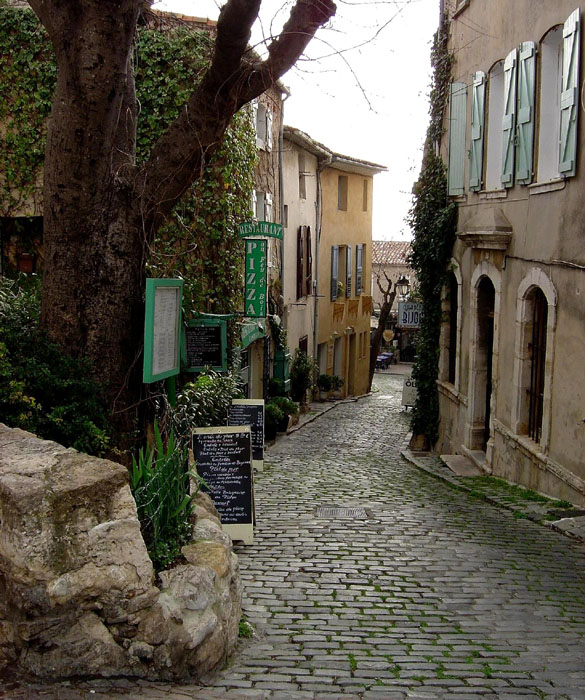
Rue typique du vieux Castellet.
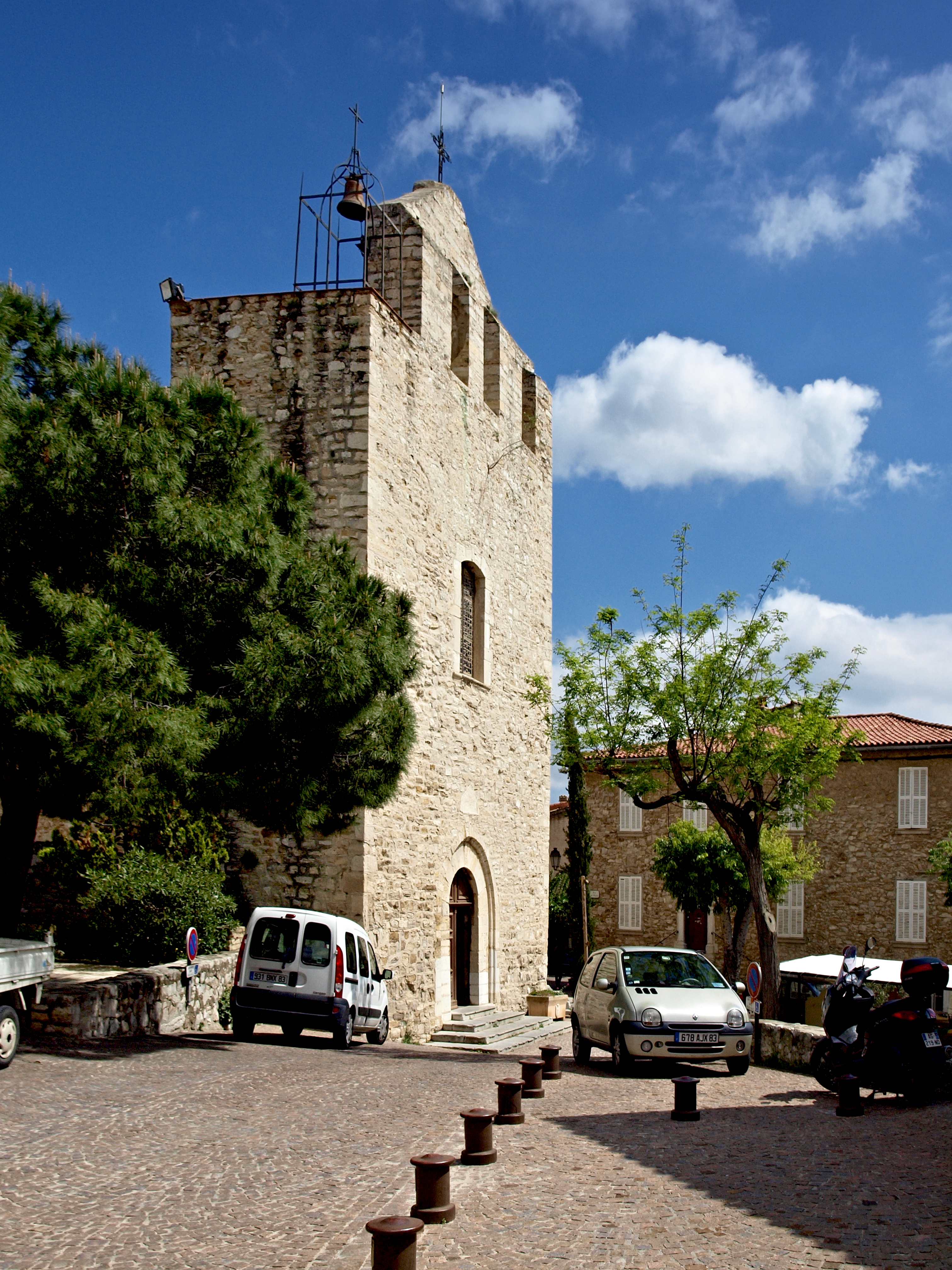
L'église paroissiale.

## Personnalités liées à la commune
- Louis-Hippolyte Peyron (1756-1814), général des armées de la République y est décédé.
- Marcel Pagnol a tourné La Femme du boulanger au Castellet.
- Paul Ricard y a construit le circuit automobile où se sont déroulées de nombreuses courses de Formule 1.

### Héraldique
| Blason de Castellet (Le) | Blason  | D'or aux trois plantes de joubarbe arrachées de sinople. |
| Blason de Castellet (Le) | Détails | Armorial des communes de Provence, Louis De Bresc.       |